# لاماركية
اللاماركية أو الوراثة اللاماركية هي الفرضية القائلة بأن الكائن الحي يمكنه أن ينقل إلى نسله الخصائص التي اكتسبها من خلال الاستخدام أو عدم الاستخدام لهذه الخصائص خلال حياته. وتعرف أيضًا باسم وراثة الخصائص المكتسبة أو الوراثة اللينة (بالإنجليزية: soft inheritance)‏. سميّت خطأ على اسم عالم الأحياء الفرنسي جان باتيست لامارك (1744-1829)، الذي دمج عمل «الوراثة اللينة» في نظريّاته التطوريّة كمكمّل لمفهومه حول استقامة التطور (بالإنجليزية: Orthogenesis)‏ والمشهور باسم التطور الموجه، مما يدفعه نحو التعقيد. يتم الاستشهاد بهذه النظريّة في الكتب المدرسيّة كنقيض للداروينية. لكن هذا يعرض صورة خاطئة عن تاريخ البيولوجيا، لأن لامارك لم ينشئ فكرة الوراثة اللينة، التي كانت معروفة منذ الحقبة الكلاسيكيّة وما بعدها، ولم تكن هي نقطة التركيز الأساسي في نظريّة لامارك للتطوّر. كما أنَّ تشارلز داروين أيّد في كتابه «أصل الأنواع» (1859) فكرة «وراثة الخصائص المستعملة والمهملة use and disuse inheritance» (بالأخص في الطبعات الأولى حيث كانت إحدى العناوين في الكتاب) على الرغم من رفض داروين لجوانب أخرى من نظريّة لامارك.
حاول العديد من الباحثين منذ ستينيات القرن التاسع عشر وما بعدها العثور على أدلّة تدعم هذه النظريّة، ولكن رفضت كل هذه الأدلة إمّا لأن آليّات أخرى مثل التلوّث الجيني فسرت التغير، أو اعتبرت أدلة مفبركة. من ناحية أخرى، فشلت تجربة أوغست وايزمان (قطع ذيول الفئران ثم فحص نسلها لاحقًا واستنتج أن الأعراس الجنسية هي فقط المسؤولة عن الوراثة) في دحض اللاماركيّة لأنها لم تتناول فكرة وراثة الخصائص نتيجة الاستعمال والإهمال. وفي وقت لاحق، حلّت الوراثة المندليّة محلّ فكرة وراثة السمات المكتسبة، مما أدّى في نهاية المطاف إلى وضع النظرية التركيبة الحديثة (نظرية دمجت الدارونية والوراثة المندلية باستعمال مفهوم التطور بالطفرة والانتقاء الطبيعي) والتخلّي العام عن اللاماركيّة في علم الأحياء. لكن على الرغم من ذلك فقد استمرّ الاهتمام باللاماركيّة.
وقد أبرزت الدراسات التي أجريت في مجال علم التخلّق الوراثي (وراثة ما فوق الجينات) epigenetics، وعلم الوراثة والتطفر الجسدي المفرط somatic hypermutation، وجود إمكانية لوراثة السمات التي اكتسبها الجيل السابق. لكن اختلفوا حول وصف هذه النتائج باللاماركيّة. كما أن الوراثة وفق تطوّر الجينوم الكامل hologenome، الذي يتكوّن من جينومات جميع الميكروبات التكافليّة للكائن الحيّ مع جينومه، كذلك تعتبر عمليًا تطورًا لاماركيًا إلى حدّ ما، رغم أن آلياتها كلها داروينية.

## التاريخ المبكّر

### الأصل
طرح ميراث الخصائص المكتسبة في العصور القديمة، وظلّت فكرة قائمة لعدّة قرون. كتب مؤرّخ العلوم كونواي زيركل Conway Zirkle في عام 1935:
أشار مؤرخ العلم زيركل إلى أن أبقراط قد وصف عمليّة شمولية التخلق كآلية توريث، (وهي نظرية توريث افترضها داروين بداية في كتابه تنوع الحيوانات والنباتات تحت التدجين،  واستمرت اعتمادها في نظرية التطور الدارونية إلى أن استبدلت بعد وفاته بعقود، واعتمدت الوراثة المندلية ضمن الدارونية الجديدة أو النظرية التركيبية) وشمويلة التخلق هي النظريّة القائلة بأنّ ما يتم توريثه مستمدّ من كامل جسم الوالد، ورغم أن أرسطو رأى أنّها أمر مستحيل؛ لكنّه وافق ضمنيًا على وراثة الخصائص المكتسبة، مع إعطاء مثال على وراثة العمى، على الرغم من الإشارة إلى أن الأطفال لا يشبهون والديهم دائمًا. سجّل زيركل أن الفيلسوف وعالم الطبيعية الروماني بلينيوس الأكبر قد فكّر بنفس الطريقة. أشار زيركل أيضًا إلى أن القصص التي تنطوي على فكرة وراثة الخصائص المكتسبة ظهرت مرّات كثيرة في الأساطير القديمة وفي الكتاب المقدّس، واستمرّت حتّى قصص الأطفال لروديارد كبلينغ الحائز على نوبل في الأدب 1907.
وقد اقترح إراسموس داروين في كتابه قوانين الحياة العضوية Zoonomia أن الحيوانات ذوات الدم الحار قد تطورت من «أحد خطوط الكائنات الحية... مع قدرة على امتلاك أجزاء جديدة» استجابة لمحرضات، ومع كل دورة تحدث «تحسينات» تورث للأجيال اللاحقة.

### شمولية التخلق عند داروين

نظرية تشارلز داروين لشمولية التخلق. يصدر كل جزء من الجسم أعراسًا gemmules ضئيلة جدًا تهاجر إلى الغدد التناسلية وتساهم في إنشاء الجيل التالي عبر البيضة الملحقة. وتورث التغيرات التي حدثت على الجسم خلال حياة الكائن تمامًا كما في اللاماركية.

اقترح تشارلز داروين في أصل الأنواع الانتقاء الطبيعي كآلية رئيسية لتطور الأنواع، ولكنه لم ينفي نوع من التطور اللاماركي كآلية إضافية.
 وقد سمى هذا شمولية التخلق، وشرحها في الفصل الأخير من كتابه «تغيرات الحيوانات والنباتات في التهجين» 1868، بعد وصف أمثلة عديدة تشرح ما اعتبره وراثة للصفات المكتسبة. وشمولية التخلق التي أكدها كانت فرضية بنيت على فكرة أن الخلايا الجسدية ستقوم استجابة للتنبيه البيئي (الاستخدام والإهمال)، عبر أعراس التخلق Pangenesis أو مورثات شاملة من الجسد pangenes تنتقل عبر الجسد، وليس بالضرورة عبر جهاز الدوران. وأعراس المورثات الجسدية هي مكونات ميكروسكوبية يفترض احتوائها معلومات عن صفات الخلايا الأصل. واعتقد داروين أنها ستتراكم بالنهاية في الخلايا الجنسية حيث تنقل إلى الجيل التالي الصفات التي اكتسبها الوالدان.

أجرى قريب داروين فرانسيس غالتون Francis Galton تجاربًا على الأرانب بالتعاون مع داروين، حيث نقل دم من إحدى السلالات إلى سلالة أخرى متوقعين أن النسل سيبدي بعض صفات السلالة الأولى. ولكن ذلك لم يحدث. وصرح غالتون بأنه دحض فرضية داروين عن شمولية التخلق، لكن داروين اعترض، وذكر في رسالة إلى المجلة العلمية نيتشر بأنه لم يجر أي شيء من هذا القبل، لأنه لم يذكر الدم في كتاباته. وأشار إلى أن شمولية التخلق تحدث في الكائنات الأوالي والنباتات والتي ليس لها دم، وكذلك يحدث في الحيوانات.

### نقاش لامارك للتطور
غالباً ما يتمّ استخدام العنق الطويل للزرافة كمثال في التفسيرات الشائعة لـ اللاماركيّة. ومع ذلك، كان هذا مجرّد جزء صغير من نظريّته للتطوّر نحو «الكمال»؛ كان التوضيح الافتراضي. وقد استخدمه لامارك لمناقشة نظريّته في الوراثة وليس التطوّر.

## اللاماركيّة في الكتب المدرسية
يعتبر علماء الأحياء التطوريّين أن تحديد اللاماركيّة مع وراثة الخصائص المكتسبة، بما في ذلك مايكل جيزيلين كقطع أثريّة مزيّفة للتاريخ اللاحق للفكر التطوّري، يتكرّر في الكتب المدرسيّة بدون تحليل، ويتناقض بشكل خاطئ مع صورة مزوّرة لتفكير داروين. يشير جيزيلين إلى أن «داروين قبل وراثة الخصائص المكتسبة، فعل مثلما فعل لامارك، وحتّى أن داروين اعتقد بأن هناك بعض الأدلّة التجريبيّة لدعمها.»
عالم الحفريّات ومؤرّخ العلوم الأمريكي ستيفن جاي غولد كتب ذلك في أواخر القرن التاسع عشر، عندما قام أنصار التطوّر «بإعادة قراءة لامار، نازعين الشجاعة منه... ورافعين جانب واحد من الميكانيكيّات –وراثة الصفات المكتسبة- للتركيز بشكل مركزي لم يسبق له مثيل من قبل لامارك نفسه». يجب اعتبار تقيد اللاماركيّة بهذه الزاوية الصغيرة وغير المميزة من فكر لامارك أكثر من مجرّد تسمية خاطئة، وتشويه لذكرى العالم صاحب النظريّة الأكثر شمولاً.

## اللاماركيّة الحديثة
إن فترة تاريخ الفكر التطوّري بين وفاة داروين في ثمانينات القرن التاسع عشر، وأساس علم الوراثة السكانيّة في عشرينيّات القرن العشرين وبداية التركيبية التطوّرية الحديثة في ثلاثينيّات القرن العشرين، أطلق عليها بعض المؤرخين بكسوف الداروينيّة. خلال ذلك الوقت، قبل العديد من العلماء والفلاسفة حقيقة التطوّر، لكنّهم شكّكوا فيما إذا كان الانتقاء الطبيعي هو الآليّة التطوريّة الرئيسيّة.
من بين البدائل الأكثر شعبيّة كانت النظريّات التي تنطوي على وراثة الخصائص المكتسبة خلال الكائن الحيّ. بعض العلماء شعروا أن مثل هذه الآليّات اللاماركيّة كانت مفتاحاً للتطوّر، ودعوا إلى اللاماركيّة الحديثة. من بين هؤلاء العلماء، عالم النبات البريطاني جورج هينسلوا (1835-1925)، الذي درس آثار الإجهاد البيئي على نمو النباتات، اعتقاداً منه أنّ هذا التغيّر الناتج عن البيئة قد يفسّر الكثير من تطوّر النبات؛ وعالم الحشرات الأمريكي ألفيس سبرينغ باكارد الابن، الذي درس الحيوانات العمياء التي تعيش في الكهوف وكتب كتاباً في عام 1901 عن لامارك وعمله.
كما شمل علماء الحفريّات مثل إدوارد درينكر كوب وألفيس هيات، اللذين لاحظا بأن السجل الأحفوري أظهر بشكل خطي شبه منتظم أنماطاً من التطوّر بحيث شعرا بأن الآليّات اللاماركيّة توضّحه بشكل أفضل من الانتقاء الطبيعي. بعض الناس، بمن فيهم كوب والناقد الدارويني صامويل بوتلير، شعروا بأن وراثة الخصائص المكتسبة من شأنها أن تسمح للكائنات الحيّة بتشكيل تطوّرها الخاص، لأن الكائنات الحيّة التي اكتسبت عادات جديدة ستغيّر من أنماط استخدام أعضائها، والذي يمكن أن يطلق عليه تطور لاماركيّ. لقد اعتبروا أن هذا تفوّق فلسفيّ على آليّة داروين للاختلاف العشوائي التي تمارسها الضغوط الانتقائيّة. ناشد اللاماركيّون هؤلاء، مثل الفيلسوف هربرت سبنسر وعالم التشريح الألماني إرنست هيكل ليروا أن التطوّر عمليّة تقدّميّة بطبيعتها. قام عالم الحيوان الألماني ثيودور إيمر بجمع اللاماركيين مع الأفكار حول استقامة التطور، وهي فكرة أن التطوّر موجّه نحو هدف ما.
مع تطوّر التوليف الحديث لنظريّة التطوّر، وعدم وجود أدلّة على آليّة لاكتساب ونقل خصائص جديدة، أو حتّى وراثيّتها، فقدت اللاماركيّة أفضليّتها. على عكس الداروينيّة الجديدة، فإن اللاماركيّة الجديدة هي مجموعة فضفاضة من النظريّات والآليّات غير المتجانسة إلى حدّ كبير والتي ظهرت بعد وقت لامارك نفسه، بدلاً من مجموعة متماسكة من العمل النظري.